# Odznaka Honorowa „Zasłużony dla Mazowsza”
Odznaka Honorowa „Zasłużony dla Mazowsza” – polskie odznaczenie samorządowe, nadawane w formie odznaki honorowej będącej zaszczytnym, honorowym wyróżnieniem za szczególne zasługi dla Województwa Mazowieckiego.

## Historia
Pierwotny projekt odznaki, uchwalonej 9 czerwca 2005 uchwałą Sejmiku Województwa Mazowieckiego, nie uzyskał akceptacji Biura Kadr i Odznaczeń Kancelarii Prezydenta Rzeczypospolitej Polskiej Aleksandra Kwaśniewskiego, a po ustanowieniu nowego wzoru Herbu Województwa, odznaka została ostatecznie ustanowiona w swojej aktualnej formie 10 lipca 2006, po zaaprobowaniu przez ministra właściwego do spraw administracji publicznej (był nim wówczas minister spraw wewnętrznych i administracji Ludwik Dorn).

## Charakterystyka
Odznakę nadaje się osobom fizycznym, osobom prawnym, podmiotom nie posiadającym osobowości prawnej, obywatelom lub instytucjom innych państw, które w istotny sposób przyczyniły się do rozwoju Województwa Mazowieckiego, powiatu, gminy lub miejscowości w której działają, wzbogacając dorobek Województwa Mazowieckiego. Może być nadana temu samemu podmiotowi tylko raz, również pośmiertnie. Osoba lub podmiot uhonorowany odznaką ma prawo do używania tytułu „Zasłużony dla Mazowsza”, wpisu do „Księgi Zasłużonych dla Mazowsza” i uczestniczenia na prawach honorowego gościa w uroczystych sesjach Sejmiku Województwa Mazowieckiego.
Odznakę nosi się na lewej stronie piersi po odznaczeniach państwowych i
odznakach resortowych.

## Wygląd
Odznakę stanowi okrągły medal o średnicy 34 mm, w kolorze srebrnym, wykonany w metalu, mający u góry uszko i kółko, do zawieszenia na wstążce. Pośrodku awersu, na czerwono emaliowanym polu znajduje się wizerunek orła z Herbu Województwa Mazowieckiego pokryty białą emalią. Wizerunek orła okolony jest otokiem, o wypukłych krawędziach, w którym u góry znajduje się napis „ZASŁUŻONY DLA MAZOWSZA”, natomiast na dole półwieniec ze stylizowanych liści wawrzynu. Na rewersie, w otoku o wypukłych krawędziach, pośrodku znajduje się monogram „WM”, a poniżej wyodrębnione pole na numer kolejnego nadania. Odznaka zawieszona jest na wstążce o szerokości 35 mm, wykonanej z czerwonego rypsu.

## Odznaczeni
Osoby fizyczne:
- Leszek Ploch,
- Stefan Sutkowski,
- Sławoj Leszek Głódź,
- Krzysztof Penderecki,
- Czesław Sadłowski,
- Adam Koseski,
- Roman Marcinkowski,
- Jacek Kozłowski,
- Henryk Samsonowicz,
- Andrzej Kolasa,
- Paweł Jaskanis,
- Zofia Wit i Antoni Wit,
- Jan Ekier,

Inne podmioty:
- Państwowy Zespół Ludowy Pieśni i Tańca „Mazowsze”,
- Harcerski Zespół Pieśni i Tańca „Dzieci Mazowsza”
- Biblioteka Publiczna m.st. Warszawy,
- Diecezja drohiczyńska,
- Muzeum Historii Polskiego Ruchu Ludowego,
- Muzeum Narodowe w Warszawie,
- Teatr Polski w Warszawie,
- Narodowe Centrum Badań Jądrowych,
- Instytut Lotnictwa,
- Polskie Towarzystwo Informatyczne,
- Mazowiecka Izba Rzemiosła i Przedsiębiorczości,
- Mazowiecki Zarząd Okręgowy Polskiego Czerwonego Krzyża w Warszawie,
- Wojewódzki Szpital Zespolony im. Marcina Kacprzaka w Płocku,
- Specjalistyczny Szpital Wojewódzki w Ciechanowie,
- Polskie Towarzystwo Stwardnienia Rozsianego Oddział Warszawski,
- Robotnicza Spółdzielnia Mieszkaniowa „Praga”,
- Miejskie Przedsiębiorstwo Wodociągów i Kanalizacji w m.st. Warszawie,
- Akademia Wychowania Fizycznego Józefa Piłsudskiego w Warszawie,
- Szkoła Główna Gospodarstwa Wiejskiego w Warszawie,
- Politechnika Warszawska Filia w Płocku,
- I Liceum Ogólnokształcące w Ostrołęce,
- Zespół Szkół nr 6 w Płocku.